# رئیس‌جمهور قبرس
رئیس‌جمهور قبرس به‌طور رسمی رئیس‌جمهور جمهوری قبرس، رئیس کشور و رئیس دولت قبرس و همچنین فرمانده کل گارد ملی قبرس است. دفتر ریاست جمهوری بر اساس قانون اساسی در سال ۱۹۶۰، پس از استقلال قبرس از بریتانیا تأسیس شد.

## فهرست رئیس‌جمهورهای قبرس(از سال ۱۹۶۰ تاکنون)
| ردیف | نام                               | تصویر | شروع سمت      | پایان سمت     | جناح سیاسی          |
| ---- | --------------------------------- | ----- | ------------- | ------------- | ------------------- |
| ۱    | ماکاریوس سوم                      |       | ۱۶ اوت ۱۹۶۰   | ۱۵ ژوئیه ۱۹۷۴ | بدون حزب            |
| -    | گلافکوس کلریدس(کفیل ریاست جمهوری) |       | ۲۳ ژوئیه ۱۹۷۴ | ۷ دسامبر ۱۹۷۴ | ائتلاف دموکراتیک    |
| ۱    | ماکاریوس سوم                      |       | ۷ دسامبر ۱۹۷۴ | ۳ اوت ۱۹۷۷    | بدون حزب            |
| ۲    | اسپیروس کیپیرانو                  |       | ۲۸ فوریه ۱۹۷۷ | ۲۸ فوریه ۱۹۸۸ | حزب دموکرات         |
| ۳    | گیورگیوس واسیلیو                  |       | ۲۸ فوریه ۱۹۸۸ | ۲۸ فوریه ۱۹۹۳ | دموکرات‌های متحد     |
| ۴    | گلافکوس کلریدس                    |       | ۲۸ فوریه ۱۹۹۳ | ۲۸ فوریه ۲۰۰۳ | ائتلاف دموکراتیک    |
| ۵    | تاسوس پاپادوپولوس                 |       | ۲۸ فوریه ۲۰۰۳ | ۲۸ فوریه ۲۰۰۸ | حزب دموکرات         |
| ۶    | دیمیتریس خریستوفیاس               |       | ۲۸ فوریه ۲۰۰۸ | ۲۸ فوریه ۲۰۱۳ | حزب مترقی خلق کارگر |
| ۷    | نیکوس آناستاسیادس                 |       | ۲۸ فوریه ۲۰۱۳ | ۲۸ فوریه ۲۰۲۳ | ائتلاف دموکراتیک    |
| ۸    | نیکوس کریستودولیدس                |       | ۲۸ فوریه ۲۰۲۳ | تاکنون        | ائتلاف دموکراتیک    |